# Попова, Саина Ивановна
Саина (Сайыына) Ивановна Попова (род. 18 марта 1993, Якутск) — российская шашистка (международные и русские шашки).

## Спортивные достижения
Чемпионка России по русским шашкам среди женщин (2013).
Чемпионка России по международным шашкам среди женщин в командных соревнованиях по быстрой программе (18 ноября 2010 года, дом отдыха Колонтаево в Московской области, сборная Санкт-Петербурга, вместе с  Никой Леопольдовой).
В 2014 году выиграла Кубок России в классической программе. Заняла 4 место в классике на Чемпионате Европы по русским шашкам.
Член сборной России по шашкам.

## Биография
Выпускница МОУ ДОД ДЮСШ № 5 г. Якутска (2010). Тренер — Бырдыннырова М. Н.
Обучается в Санкт-Петербургский ИФКиС им. Лесгафта.
После завершения МОБУ СОШ № 31 г. Якутска переехала в 2010 году в Санкт-Петербург для обучения. Выступала за Санкт-Петербург и уже в 2010 году стала чемпионкой России в составе сборной Санкт-Петербурга.